# Premio Capital Verde Europea
El Premio Capital Verde Europea es un galardón instituido y gestionado por la Comisión Europea para reconocer a las ciudades de la Unión Europea que mejor se ocupan e innovan en medio ambiente y del entorno vital de sus habitantes. La ciudad que cada año ostenta la capitalidad ejerce de modelo de actuación verde y comparte sus prácticas con otras ciudades.

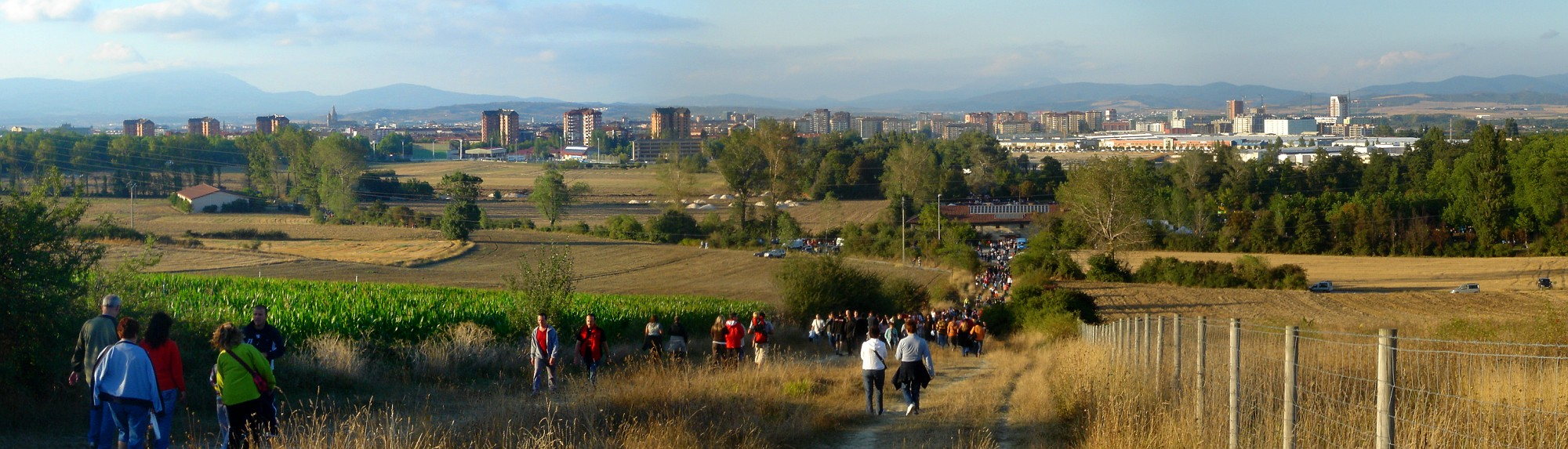
Vitoria, Capital Verde Europea 2012

El premio está abierto, además de la Unión Europea, a los países candidatos oficiales (Turquía, Montenegro, Macedonia, Serbia, Albania e Islandia), así como a los países del Espacio Económico Europeo (Noruega, Islandia y Liechtenstein). Las ciudades tienen que tener un mínimo de 100.000 habitantes para poder presentarse.

## Ciudades ganadoras[2]
- 2010:  Estocolmo
- 2011:  Hamburgo
- 2012:  Vitoria
- 2013:  Nantes
- 2014:  Copenhague
- 2015:  Bristol
- 2016:  Liubliana
- 2017:  Essen
- 2018:  Nimega
- 2019:  Oslo
- 2020:  Lisboa
- 2021:  Lahti
- 2022:  Grenoble
- 2023:  Tallin
- 2024:  Valencia
- 2025:  Vilna
- 2026:  Guimarães

## Designaciones

### 2010 y 2011
35 ciudades presentaron su solicitud para ser designadas Capital Verde Europea 2010 o 2011. Estocolmo y Hamburgo resultaron elegidas respectivamente por un jurado específico en febrero de 2009. Las demás finalistas fueron:  Ámsterdam,  Bristol,  Copenhague,  Friburgo de Brisgovia,  Münster y  Oslo.

### 2012 y 2013
Para la convocatoria de 2012 y 2013 se presentaron 17 ciudades. En el transcurso de la conferencia de Capital Verde Europea en Estocolmo, el 21 de octubre de 2010, se designó a Vitoria y Nantes como Capital Verde Europea 2012 y 2013 respectivamente. Las otras cuatro finalistas fueron:  Barcelona,  Malmö,  Núremberg y  Reikiavik.

### 2014
18 ciudades se presentaron como candidatas al premio. En una ceremonia celebrada en Vitoria el 29 de junio de 2012, Copenhague fue designada Capital Verde Europea 2014. Las otras dos finalistas fueron:  Bristol y  Fráncfort del Meno.

### 2015
8 ciudades se presentaron como candidatas al premio. En una ceremonia celebrada en Nantes el 14 de junio de 2013, Bristol fue designada Capital Verde Europea 2015. Las otras tres finalistas fueron:  Bruselas,  Glasgow y  Liubliana.

### 2016
12 ciudades se presentaron como candidatas al premio. En una ceremonia celebrada en Copenhague el 24 de junio de 2014, Liubliana fue designada Capital Verde Europea 2016. Las otras cuatro finalistas fueron:  Essen,  Nimega,  Oslo y  Umeå.

## Hoja Verde Europea
Desde 2015, existe el premio Hoja Verde Europea, para ciudades con una población comprendida entre los 20.000 y los 100.000 habitantes que demuestran un fuerte compromiso con el medio ambiente y promueven la concienciación entre su ciudadanía, generando crecimiento y empleos verdes.

### Ciudades galardonadas
- 2015:  Mollet del Vallés
- 2016:  Torres Vedras
- 2017:  Galway
- 2018:  Leuven
- 2019:  Cornellá de Llobregat
- 2020:  Mechelen
- 2021:  Lappeenranta
- 2022:  Valongo
- 2023:  Winterswijk
- 2024:  Elsinor
- 2025:  Treviso
- 2026:  Vaasa